# أريسفي (رودوبي)
أريسفي (Αρίσβη) هي مدينة في رودوبي في مقاطعة فوريا إلادا في اليونان.
يبلغ عدد سكانها حوالي 1014 نسمة.